# Metapeachia tropica
Metapeachia tropica is een zeeanemonensoort uit de familie Haloclavidae.
Metapeachia tropica is voor het eerst wetenschappelijk beschreven door Panikkar in 1938.